# Opdrachten
Opdrachten (in het Engels: Shortcuts) is een applicatie ontwikkeld door Apple voor iOS, iPadOS en macOS waarmee een workflow voor geautomatiseerde taken kan worden gemaakt.

## Beschrijving
Opdrachten werd oorspronkelijk ontwikkeld in 2014 onder de naam Workflow door een groep softwareontwikkelaars, waarna het in 2017 werd aangekocht door Apple. In de toepassing kan men macros aanmaken voor het uitvoeren van bepaalde taken op het apparaat, die tevens gedeeld kunnen worden via iCloud. Via de ingebouwde galerie is een verzameling voorbeelden te vinden.
De taken binnen Opdrachten kunnen handmatig geactiveerd worden, maar ook via widgets en Siri. Men kan taken ook via een gebeurtenis uitvoeren, zoals op een bepaalde tijd of bij het verlaten van een specifieke locatie.
Opdrachten verscheen voor het eerst in 2018 als mobiele app voor iOS 12. Een jaar later werd het voor iOS 13 een ingebouwde app, en in 2021 werd Opdrachten ook een toepassing binnen macOS Monterey.